# FULIT BOX
FULIT BOX（フリットボックス）は、ワンエイトプロモーションに所属する女性アイドルグループ。略称は「ふりぼ」。ファンの呼称は「あげんちゅ」。

## 概要
2024年5月15日に6人組グループとしてデビューした。初期メンバーは立花ことり、長田美成、苑田桃、神木彩花、坂井鈴奈、琴川あみ。2025年3月に長田美成が脱退。同年6月に志田実生、花野井ひなが加入し、現在は7人体制で活動中。
「ココロ揚ゲテケ」をコンセプトに掲げ、王道アイドルグループを標榜している。「FULIT」は、「今を大切にする」という意味の「mindfulness」と、「最高！」という意味の英語スラング「lit」を組み合わせた造語。「今この瞬間が最高なんだ」という想いを「BOX（箱=会場）」に溢れさせるという意味を、グループ名に込めているという。

## メンバー
| 氏名                       | 生年月日 | 加入日 （初ステージ） | 出身地 | 身長   | 血液型 | イメージカラー | ニックネーム       | ファンネーム                                  | 趣味、特技等 | 備考                                     |
| -------------------------- | -------- | --------------------- | ------ | ------ | ------ | -------------- | ------------------ | --------------------------------------------- | --- | ---------------------------------------- |
| 立花 ことり たちばなことり | 11月21日 | 2024.5.15             | 東京都 | 158 cm | AB型   | 赤色           | こっちゃん、ことり |                                               | 趣味は掃除 特技はなんでもそつなくこなすこと 得意なスポーツはバスケと陸上                                                   | 元ミスティア！                           |
| 苑田 桃 そのだもも         | 11月11日 | 2024.5.15             | 東京都 | 156 cm | O型    | ピンク         | ももちゃん、もちゃ | ももさぴえんす                                | 趣味はちょっと遠くから歩くこと 特技はドラム 得意なスポーツはバスケ                                                         | 元POMERO 元JamsCollection 元あいすなっつ |
| 神木 彩花 かみきあやか     | 11月4日  | 2024.5.15             | 茨城県 | 162 cm | B型    | 紫             | あやか、あやちゃん |                                               | 趣味は食べること 特技はエレキギター 得意なスポーツはテニスと卓球                                                           | 元銀行員 元Sharply♯×Flutter♭             |
| 坂井 鈴奈 さかいれな       | 11月25日 | 2024.5.15             | 熊本県 | 155 cm | B型    | オレンジ       | れなしゃん         | れなしゃいん                                  | 趣味は寝ることと友達に会うこと 特技はピアノ 得意な料理はキムチ鍋                                                           | 元音楽教員 元IDOLHOUSE                   |
| 琴川 あみ ことかわあみ     | 7月16日  | 2024.5.15             | 富山県 | 164 cm | O型    | 黄色           | あみちゃ           |                                               | 趣味はYouTubeを見ることとアイドルを見ること 特技は裁縫と謎解きを作ることとポーカーのディーラー 得意な科目は数学Aと生物基礎 | お茶の水女子大学卒 元LOVEbite            |
| 志田 実生 しだみお         | 5月17日  | 2025.6.7              | 東京都 | 162 cm | A型    | 青色           | みおち             | みおんちゅ 志田実生真剣部 情熱界隈 みおちーず | チャームポイントは「情熱心」 好きなキャラクターは「ドンペン」 不器用だけどいつも全力                                       | 元MAKE 元MARBLE TALE                     |
| 花野井 ひな はなのいひな   | 12月14日 | 2025.6.7              | 埼玉県 | 163 cm | AB型   | メロングリーン | ひなちゃん、ひなち |                                               | 趣味はディズニーに行く、アイドルを見る 特技は人を食べ物に例える 好きなスポーツは水泳                                       | 元LOVEbite 元Alice Stella                |

### 元メンバー
| 氏名                   | 生年月日 | 活動期間             | 出身地 | 身長   | 血液型 | イメージカラー | ニックネーム | ファンネーム | 趣味、特技等 | 備考                                               |
| ---------------------- | -------- | -------------------- | ------ | ------ | ------ | -------------- | ------------ | ------------ | ------------ | -------------------------------------------------- |
| 長田 美成 ながたみなり | 12月17日 | 2024.5.15 - 2025.3.4 | 山口県 | 157 cm | O型    | 青色           | みなりん     |              |              | 元虹のコンキスタドール 元煌めき☆アンフォレントなど |

## 略歴

### 2024年
- 5月15日、白金高輪SELENE b2で「FULIT BOX Debut Live〜Live In The now〜」を開催[14]。5曲のオリジナル曲（「HIGH JUMP!!」「フリットフェスティバル」「ラブセンセーション」「Just」「透明」）を披露した。
- 6月15日、新宿Zirco Tokyoでデビュー後初の単独ライブを開催した。新曲「New world」を初披露。
- 7月2日、新宿WALLYで開催した単独ライブで新曲「ふれ！ふれ！あんせむ」を初披露。
- 7月13日、琴川あみ生誕祭を新宿WALLYで開催した。
- 7月27日、品川インターシティホールで開催された対バンライブで、新曲「群青メモリーデイズ」を初披露[15]。
- 8月11日、お台場R地区で開催された「IDOL SUMMER JUNGLE」に出演した[16]。グループとして初の夏フェス出演となった[17]。
- 8月12日、竜王町総合運動公園で開催された『ドラゴンクイーンズフェスティバル ～竜王アイドル夏祭り2024～』に出演した。
- 9月7日、金沢のアイドルフェス「かがやきフェス」に出演した。また、RED SUN金沢で開催された対バンライブで新曲「Lucy」をサプライズで初披露。
- 9月20日、「東名阪ツアー東京公演〜ふりぼちゃんってナニモノ？〜」を渋谷DESEOで開催した[18]。
- 9月28日、「東名阪ツアー名古屋公演〜ふりぼちゃんってナニモノ？〜」を大須TOYSで開催した[19]。新曲「はーとげっちゅう！」を初披露。
- 10月13日、「東名阪ツアー大阪公演〜ふりぼちゃんってナニモノ？〜」を難波ナンバーゲートで開催した[20]。
- 10月26日、 渋谷WOMB LIVEで「1st ONE MAN LIVE - RESUSCITATION -」を開催した[21]。新曲「もっともっと！」「パステル」を初披露。
- 11月9日、神木彩花生誕祭を新宿WALLYで開催した。
- 11月23日、苑田桃生誕祭を新宿WALLYで開催した。
- 12月7日、立花ことり生誕祭を新宿WALLYで開催した。
- 12月12日、恵比寿CreAtoで開催した単独ライブで、新曲「ちゅっちゅっちゅちゅちゅ」を初披露。
- 12月21日、坂井鈴奈生誕祭を新宿WALLYで開催した。

### 2025年
- 1月18日、長田美成生誕祭を新宿WALLYで開催した。
- 1月23日、新宿WALLYで開催した主催３マンライブ「TRIPLE BOX」で新曲「スノーポケット」を初披露。
- 1月27日、「2nd ONE MAN LIVE - Magic Sign -」をVeats Shinbuyaで開催した[22]。新曲「ON THE FLY！」を初披露。
- 3月4日、公式Xで長田美成の脱退を発表。「今後、当グループで活動をしていくことが困難と判断し、双方合意の上で」脱退に至ったと説明した[23]。以後、5人体制に。
- 5月3日、愛知県内海海岸で開催された「JAPAN CENTRAL IDOL FESTIVAL 2025」（JCIF2025）に出演[24]。
- 5月8日、渋谷duo MUSIC EXCHANGEで「FULIT BOX 1st Anniversary Live～TREASURE BOX〜」を開催した[25]。新曲「絶対Fever!!」と「恋のWanna」を初披露。
- 6月7日、渋谷club asiaで新体制お披露目公演「FLY AGAIN」を開催。志田実生と花野井ひなが加入し、７人体制となった[26]。
- 6月8日、グループ初のMV「恋のWanna」をYouTubeで公開した[27]。
- 6月15日、Aichi Sky Expoで開催されたRAD JAMに出演[28]。
- 7月6日、幕張海浜公園で開催された超NATSUZOME2025に出演した[29]。
- 7月19日、琴川あみ生誕祭を渋谷DIVEで開催した[30]。
- 8月10・11日、お台場R地区特設会場で開催されたアイドルフェス「IDOL SUMMER JUNGLE」のメインステージ争奪戦に参戦。22組中14位という結果に終わり[31]、メインステージへの出演は逃した[32]。

## 作品

### 楽曲一覧
クレジットは特記がない場合tunecoreを参照。
|    | ライブ初披露   | タイトル                 | 作詞       | 作曲         | 編曲   |
| -- | -------------- | ------------------------ | ---------- | ------------ | ------ |
| 1  | 2024年5月15日  | HIGH JUMP!!              | 碧位奈子   | 佐久間和宏   |        |
| 2  | 2024年5月15日  | フリットフェスティバル   | 碧位奈子   | 佐久間和宏   |        |
| 3  | 2024年5月15日  | ラブセンセーション       | 松葉祐矢   | RYO-P        |        |
| 4  | 2024年5月15日  | Just                     | 松葉祐矢   | RYO-P        |        |
| 5  | 2024年5月15日  | 透明                     | 慎之甫     | 慎之甫       |        |
| 6  | 2024年6月15日  | New world                | 翠衣すず   | RYO-P        |        |
| 7  | 2024年7月2日   | ふれ!ふれ!あんせむ       | 碧位奈子   | 佐久間和宏   |        |
| 8  | 2024年7月27日  | 群青メモリーデイズ       | katz       | katz         |        |
| 9  | 2024年9月7日   | Lucy                     | 慎之甫     | 慎之甫       |        |
| 10 | 2024年9月28日  | はーとげっちゅう!        | 翠衣すず   | RYO-P        | RYO-P  |
| 11 | 2024年10月26日 | もっともっと!            | SHIN       | YU-JIN、SHIN | YU-JIN |
| 12 | 2024年10月26日 | パステル                 | 慎之甫     | 慎之甫       |        |
| 13 | 2024年12月12日 | ちゅっちゅっちゅちゅちゅ | 利根川貴之 | Dr.Usui      |        |
| 14 | 2025年1月23日  | スノーポケット           | katz       | katz         |        |
| 15 | 2025年1月27日  | ON THE FLY!              | NANAMI     | YU-JIN       |        |
| 16 | 2025年5月8日   | 絶対Fever!!              | 慎之甫     | 慎之甫       |        |
| 17 | 2025年5月8日   | 恋のWanna                | 頼金みゆき | アルアメタン |        |

### 映像作品
| 公開日／発売日 | タイトル                        | メディア |
| -------------- | ------------------------------- | -------- |
| 2025年6月8日   | ミュージックビデオ「恋のWanna」 | YouTube  |